# Jean Thibaudin
Jean Thibaudin, född den 13 november 1822 i Moulins-Engilbert, departementet Nièvre, död 1905 i Paris, var en fransk militär.
Thibaudin var vid fransk-tyska krigets utbrott 1870 överste för ett infanteriregemente, sårades och tillfångatogs i slaget vid Mars-la-Tour, 16 augusti 1870, samt fördes till Mainz, varifrån han i december samma år rymde till Frankrike. Han fick nu ett högt befäl vid general Bourbakis armé, sårades i slaget vid Lisaine och måste sedan jämte denna armé söka sin tillflykt i Schweiz. Befordrad till divisionsgeneral 1882, utnämndes Thibaudin 1883 till krigsminister, men måste avgå redan den 4 oktober samma år, på grund av att han inte vidtagit tillräckligt kraftiga åtgärder för att förekomma de skandalösa uppträdena vid kung Alfons av Spanien besök i Paris. Sedan general Boulanger blivit krigsminister, utnämndes Thibaudin 1886 till kommendant i Paris, men måste efter Boulangers fall 1887 avgå från denna plats.